# Tuchořice (zámek)
Tuchořice jsou zámek ve stejnojmenné vesnici v okrese Louny. Postaven byl místo starší tvrze v osmnáctém století, ale dochovaná podoba je výsledkem pozdějších úprav. Uvnitř sídlí ústav sociální péče.

## Historie
Prvním panským sídlem v Tuchořicích byla tvrz poprvé zmíněná v roce 1454, kdy patřila Petrovi z Tuchořic. Jeho potomci na ní žili až do roku 1519. Po nich se jako majitelé panství vystřídali Bartoš z Kamenice, Lobkovicové, Jaroslav Dlask ze Vchynic (1547), jeho syn Jiří starší Dlask, Adam Kaplíř ze Sulevic (1603), Jan z Aldringenu (1629), Achiles ze Soie (1635), Martin de Pachonhay (1649) a jeho dcery, z nichž univerzální dědička Anna Terezie tvrz poškozenou během třicetileté války prodala Janu Antonínu Hýzrlovi z Chodova. Podle Augusta Sedláčka však polovinu zámku zdědil její manžel a zbytek jejich dcery. Později si tuchořické a strkovické panství rozdělily na tři díly, které byly spojeny a v osmnáctém století připojeny k Dobříčanům.
Jan Antonín Hýzrle nechal tvrz opravit, ale od něj panství koupil Kašpar Clary-Aldringen a v roce 1728 připojil k Dobříčanům. Starou tvrz potom nechal zbořit a místo ní postavit barokní zámek. Clary-Aldringenové tuchořický statek prodali roku 1879 Aloisovi Procházkovi a ten později žateckému továrníkovi Konrádu Blaschkovi, jehož potomkům patřil až do roku 1945. Po druhé světové válce měl ve znárodněném zámku kanceláře státní statek. Od roku 1952 ho využívalo zemědělské učiliště. Zchátralý zámek byl v letech 1966–1970 opraven a začal v něm fungovat Ústav sociální péče. Další oprava proběhla v letech 1982–1984 a zámek i nadále slouží sociálním účelům jako Domov „Bez zámků“ Tuchořice.

## Stavební podoba
Jednopatrová zámecká budova má obdélný půdorys. Její průčelí je směrem do vsi zdůrazněno stupňovitým štítem bočního křídla a rizalitem v uprostřed hlavního traktu. V nároží stojí věž s valbovou střechou, pod kterou se táhne cimbuří.